# Pararcte
Pararcte é um gênero de traça pertencente à família Arctiidae.